# 폼포코 너구리 대작전

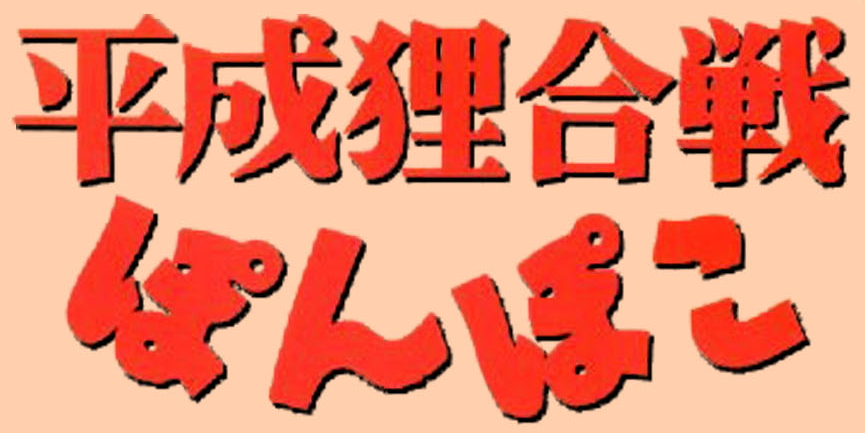
폼포코 너구리 대작전 인트로

《폼포코 너구리 대작전》(일본어: 平成狸合戦ぽんぽこ 헤이세이다누키갓센폰포코[*], 영어: Pom Poko)은 일본의 다카하타 이사오 감독의 영화로 개발이 진행되는 다마 신도시(현 다마시)를 배경으로 그 주변에 사는 너구리들이 요술을 부려 인간에 대항한다는 이야기로 그린 1994년 애니메이션 영화다.

## 개요
- 스튜디오 지브리에서 제작한 극장용 애니메이션으로 처음 CG기술을 사용한 작품으로, 원작, 감독, 각본은 타카하타 이사오가 하였다. 1994년 7월 16일 일본에서 개봉했으며, 대한민국에서는 2005년 4월 28일에 개봉했다.
- 너구리들이 사용하는〈폼포코 X년〉은 일본의 연호 쇼와와 매치된다.
- 일본의 고도성장기에 다마 구릉지에서 조용히 자연에 순응하며 사는 너구리들에게 어느 순간 인간이 너구리들의 주거지역을 침입해 신도시로 개발하려 한다. 이에 너구리들은 수년간 잊혀져 온 요술을 구사하기 위해 멀리 시코쿠와 사도의 너구리 수장을 초빙해 인간에 저항한다, 저항 초기 위협을 주어 물러나가 하려하지만, 실패하였고, 이에 일부 과격파들이 앞장서 개발을 막아 보려하지만, 이마저도 실패한다. 점차 불리함을 깨달은 너구리들은 둔갑술을 할 수 있는 너구리와 못 하는 너구리로 나뉘어 생활 방식을 바꾼다. 전자의 경우, 인간으로 둔갑하여 인간사회에 적응하며, 후자의 경우 인가 근처에서 먹을 것을 조달한다. 또, 요술을 부려 인간에게 자연의 그리움을 주어 자연에 대한 소중함을 깨닫게 한다.

## 줄거리
고도성장을 시작한 도쿄 외곽. 부족한 거주지를 해결하기 위해 타마 뉴 타운 계획을 세웠다. 그 계획을 시작으로 다카숲과 스즈가숲 두 무리로 나뉘어 살던 너구리들은 그들의 숲이 파괴되자, 이를 막기 위해 중지되어 있던 ‘변신술의 부흥’, ‘인간연구 5개년’ 계획을 추진하기로 합의한다. 너구리들은 변신술을 이용 인간에게 반격을 시작 한다. 너구리들의 변신술로 크고 작은 사고가 일어나고 일대 사람들의 혼란을 일으킨다. 이에 사기가 올라간 너구리들은 지방의 변신술 사범을 초빙하기 위해 시코쿠와 사도 지방에 사자를 보낸다. 너구리들은 외부의 원군이 오기를 기다리면서, 계속 변신술을 이용해 인간을 놀래 킨다. 하지만, 결국 ‘뉴타운 개발 계획 저지’에는 큰 효과가 없다는 것을 깨닫게 된다. 그렇게 시간이 흘러 개발은 착착 진행이 되고 새 주거공간이 들어선다. 자연이 파괴되고 자연스레 동물들이 살 공간과 식량이 부족해지면서 큰 위기가 닥친다. 이 때, 그토록 기다리던 전설의 장로 3명이 시코쿠 지방에 온다. 3명의 장로의 도움으로 모든 너구리들이 힘을 합쳐 ‘요괴대작전’을 실행한다.

## 출연진
- 신초우 코콘데이 - 나레이터 목소리 역
- 노노무라 마코토 - 쇼우키치 목소리 역
- 이시다 유리코 - 오키요 목소리 역
- 미키 노리헤이 - 세이자에몬 목소리 역
- 키요카와 니지코 - 오로쿠 할멈 목소리 역
- 이즈미야 시게루 - 곤타 목소리 역
- 아시야 간노스케 - 교부 이누가미 목소리 역
- 무라타 타케히로 - 분타 목소리 역
- 카츠라 베이초우 - 킨초 장로 목소리 역
- 카츠라 분시 - 하게 야시마노 목소리 역
- 야나기야 코산 - 츠루가메 장로 목소리 역
- 카미야 아키라 - 타마사부로 목소리 역
- 하야시바라 메구미 - 사스케 목소리 역
- 미주하라 린
- 사쿠마 레이
- 세키 토모카즈
- 야다 미노루
- 야마시타 요리